# Sterling Campbell (musicus)
Sterling Campbell (New York, 3 mei 1964) is een Amerikaans drummer en songwriter. Hij is voornamelijk bekend van zijn samenwerkingen met vele bekende artiesten, waaronder The B-52's, Duran Duran, Soul Asylum, Cyndi Lauper, Nena, Grayson Hugh, Spandau Ballet, Gustavo Cerati en David Bowie.

## Carrière
Campbell groeide op in New York en luisterde naar funk en muziek van het label Motown. Op twaalfjarige leeftijd begon hij te drummen. Toen hij veertien was, kwam Dennis Davis, de toenmalige drummer van David Bowie, in het appartementencomplex van Campbell wonen. Davis nodigde Campbell uit om een concert van Bowie bij te wonen en leerde hem daarna een betere drummer te worden. Hij ging naar een muziekschool en werd later sessiemuzikant.
In 1986 ging Campbell voor het eerst op tournee als drummer van Cyndi Lauper tijdens haar True Colors World Tour. In de daaropvolgende tien jaar speelde hij met artiesten uit diverse genres. In 1988 ging hij op tournee met Duran Duran en tussen 1989 en 1991 was hij de vaste drummer van de band. In 1991 werd hij sessiedrummer bij Soul Asylum en speelde hij mee op hun internationale hitsingle "Runaway Train". Tussen 1995 en 1998 was hij de vaste drummer van de band.
Vanaf 1991 woonde Campbell opnamesessies van David Bowie bij, en in 1992 werd hij de drummer van zijn liveband. Hij ging twaalf jaar lang op tournee met Bowie, tot aan diens laatste optreden in de A Reality Tour. Sindsdien heeft hij met artiesten als David Byrne, Chic, Tina Turner, Grayson Hugh en Gustavo Cerati samengewerkt. Tussen 1992 en 2002 en sinds 2007 is hij de vaste drummer van The B-52's.